# Tournoi d'ouverture du championnat du Costa Rica de football 2009
Navigation
Saison précédente Saison suivante
Le Tournoi Apertura 2009 est le cinquième tournoi saisonnier disputé au Costa Rica.
C'est cependant la 90e fois que le titre de champion du Costa Rica est remis en jeu.
Lors de ce tournoi, le Liberia Mía a tenté de conserver son titre de champion du Costa Rica face aux onze meilleurs clubs costariciens.
Chacun des douze clubs participant au championnat était confronté deux fois aux cinq autres équipes de son groupe et une fois aux six équipes de l'autre groupe. Puis les meilleurs se sont affrontés lors d'une phase finale à la fin de la saison.
Seulement une place était qualificative pour la Ligue des champions de la CONCACAF.

## Les 12 clubs participants
| \| San José: Deportivo Saprissa Universidad Liberia Mía Municipal Pérez Zeledon AD Ramonense AD San Carlos I Brujas Escazu CS Cartagines CS Herediano ——San José / LD Alajuelense Puntarenas FC SD Santos ——San José \| Localisation des clubs. |
| San José: Deportivo Saprissa Universidad Liberia Mía Municipal Pérez Zeledon AD Ramonense AD San Carlos I Brujas Escazu CS Cartagines CS Herediano ——San José / LD Alajuelense Puntarenas FC SD Santos ——San José                               |

| Club                    | Stade                                   | Capacité | Ville                  |
| Municipal Pérez Zeledon | Stade Municipal Pérez Zeledón           | 6 000    | San Isidro del General |
| AD Ramonense            | Stade Carlos Roldan                     | 5 000    | San Ramón              |
| AD San Carlos           | Stade Carlos Ugalde Álvarez             | 5 600    | Ciudad Quesada         |
| Brujas Escazu           | Stade Jorge Hernán Monge                | 5 500    | Desamparados           |
| CS Cartagines           | Stade José Rafael Fello Meza Ivankovich | 13 500   | Cartago                |
| CS Herediano            | Stade Eladio Rosabal Cordero            | 8 100    | Heredia                |
| Liberia Mía             | Stade Edgardo Baltodano Briceño         | 6 500    | Liberia                |
| Deportivo Saprissa      | Stade Ricardo Saprissa                  | 23 100   | San José               |
| LD Alajuelense          | Stade Alejandro Morera Soto             | 17 900   | Alajuela               |
| Puntarenas FC           | Stade Lito Pérez                        | 4 100    | Puntarenas             |
| SD Santos               | Stade Ebal Rodríguez                    | 3 000    | Guápiles               |
| Universidad             | Stade Ecológico                         | 1 800    | San José               |

## Compétition
Le tournoi Apertura s'est déroulé de la même façon que les tournois saisonniers précédents, en deux phases :
- La phase de qualification : les seize journées de championnat.
- La phase finale : les matchs aller-retour allant des quarts de finale à la finale.

### Phase de qualification
Lors de la phase de qualification les douze équipes affrontent à deux reprises les équipes de leur groupe et une fois les équipes de l'autre groupe selon un calendrier tiré aléatoirement.
Les équipes sont divisées en deux groupes de six, les meilleures de chaque groupe sont directement qualifiées pour les demi-finales, les deuxièmes et troisièmes se qualifient pour les quarts de finale.
Le classement est établi sur le barème de points classique (victoire à 3 points, match nul à 1, défaite à 0).
Le départage final se fait selon les critères suivants :
- Le nombre de points.
- La différence de buts générale.
- La différence de buts particulière.
- Le nombre de buts marqué.

#### Classement
| Rang | Équipe                  | Pts | J  | G | N | P | Bp | Bc | Diff |
| ---- | ----------------------- | --- | -- | - | - | - | -- | -- | ---- |
| 1    | Municipal Pérez Zeledon | 29  | 16 | 8 | 5 | 3 | 23 | 20 | +3   |
| 2    | CS Cartagines           | 24  | 16 | 7 | 3 | 6 | 21 | 16 | +5   |
| 3    | Liberia Mía (T)         | 24  | 16 | 7 | 3 | 6 | 25 | 22 | +3   |
| 4    | Deportivo Saprissa      | 24  | 16 | 6 | 6 | 4 | 19 | 17 | +2   |
| 5    | LD Alajuelense          | 23  | 16 | 6 | 5 | 5 | 21 | 16 | +5   |
| 6    | SD Santos (P)           | 21  | 16 | 5 | 6 | 5 | 14 | 18 | -4   |

| Rang | Équipe        | Pts | J  | G | N | P | Bp | Bc | Diff |
| ---- | ------------- | --- | -- | - | - | - | -- | -- | ---- |
| 1    | CS Herediano  | 29  | 16 | 9 | 2 | 5 | 20 | 16 | +4   |
| 2    | Brujas Escazu | 23  | 16 | 6 | 5 | 5 | 19 | 17 | +2   |
| 3    | Puntarenas FC | 20  | 16 | 5 | 5 | 6 | 17 | 21 | -4   |
| 4    | Universidad   | 16  | 16 | 4 | 4 | 8 | 21 | 20 | +1   |
| 5    | AD Ramonense  | 16  | 16 | 3 | 7 | 6 | 13 | 16 | -3   |
| 6    | AD San Carlos | 11  | 16 | 2 | 5 | 9 | 9  | 23 | -14  |

| Légende : Qualifications et relégations | Légende : Qualifications et relégations                  |
| --------------------------------------- | -------------------------------------------------------- |
|                                         | Qualifié pour les demi-finales                           |
|                                         | Qualifié pour les quarts de finale                       |
|                                         | (T) : Tenant du titre (P) : Promu de la saison 2008-2009 |

#### Matchs
| Résultats (▼dom., ►ext.)                                   | Alaj | Bruj | Cart | Here | Águi | Muni | Punt | Ramo | SanC | Sant | Sapr | Univ |
| LD Alajuelense                                             |      |      | 2-1  |      | 1-1  | 1-2  | 2-0  | 2-1  |      | 1-1  | 3-0  | 2-1  |
| Brujas Escazu                                              | 0-0  |      |      | 1-2  | 2-1  |      | 1-0  | 0-0  | 3-1  |      | 0-1  | 2-1  |
| CS Cartagines                                              | 1-0  | 2-0  |      | 2-1  | 0-1  | 2-3  |      |      | 0-1  | 4-0  | 2-1  |      |
| CS Herediano                                               | 1-0  | 2-1  |      |      | 1-0  |      | 2-1  | 2-0  | 2-0  |      | 1-1  | 1-0  |
| Liberia Mía                                                | 3-2  |      | 2-3  |      |      | 4-1  | 3-1  | 2-0  |      | 1-0  | 1-0  | 1-1  |
| Municipal Pérez Zeledon                                    | 3-3  | 3-2  | 1-0  | 4-1  | 1-1  |      |      |      | 1-0  | 0-0  | 1-1  |      |
| Puntarenas FC                                              |      | 2-2  | 0-0  | 1-0  |      | 2-0  |      | 2-1  | 1-1  | 0-0  |      | 3-2  |
| AD Ramonense                                               |      | 0-0  | 2-3  | 0-0  |      | 3-1  | 1-1  |      | 0-0  | 0-0  |      | 2-1  |
| AD San Carlos                                              | 0-0  | 0-2  |      | 0-2  | 3-1  |      | 0-2  | 0-0  |      |      | 1-2  | 1-1  |
| SD Santos                                                  | 1-0  | 0-0  | 1-0  | 3-1  | 3-2  | 0-1  |      |      | 2-1  |      | 2-2  |      |
| Deportivo Saprissa                                         | 0-2  |      | 0-0  |      | 3-1  | 0-0  | 4-1  | 2-1  |      | 2-1  |      | 0-0  |
| Universidad                                                |      | 2-3  | 1-1  | 2-1  |      | 0-1  | 2-0  | 0-2  | 4-0  | 3-0  |      |      |
| - Victoire à domicile - Match nul - Victoire à l'extérieur |      |      |      |      |      |      |      |      |      |      |      |      |

### La Phase Finale
Les six équipes qualifiées sont réparties dans le tableau final d'après leur classement général, le deuxième affrontant le troisième de l'autre groupe lors des quarts de finale puis les vainqueurs des quarts affrontant les premiers de chaque groupe lors des demi-finales.
En cas d'égalité sur la somme des deux matchs, des prolongations puis une séance de tirs au but ont lieu.

#### Tableau
|  |               |               |               |               |                         |      |   |               |            |            |            |            |  |  |        |        |        |        |        |  |  |
|  | 1/4 de finale | 1/4 de finale | 1/4 de finale | 1/4 de finale | 1/4 de finale           |      |   | 1/2 finale    | 1/2 finale | 1/2 finale | 1/2 finale | 1/2 finale |  |  | Finale | Finale | Finale | Finale | Finale |  |  |
|  |               |               |               |               |                         |      |   |               |            |            |            |            |  |  |        |        |        |        |        |  |  |
|  |               |               |               |               |                         |      |   |               |            |            |            |            |  |  |        |        |        |        |        |  |  |
|  | Brujas Escazu | (B2)          | 2             | 3             |                         |      |   |               |            |            |            |            |  |  |        |        |        |        |        |  |  |
|  | Brujas Escazu | (B2)          | 2             | 3             |                         |      |   |               |            |            |            |            |  |  |        |        |        |        |        |  |  |
|  | Liberia Mía   | (A3)          | 1             | 1             |                         |      |   |               |            |            |            |            |  |  |        |        |        |        |        |  |  |
|  | Liberia Mía   | (A3)          | 1             | 1             | Municipal Pérez Zeledon | (A1) | 1 | 1             |            |            |            |            |  |  |        |        |        |        |        |  |  |
|  |               |               |               |               |                         | (A1) | 1 | 1             |            |            |            |            |  |  |        |        |        |        |        |  |  |
|  |               |               | Brujas Escazu | (B2)          | 2                       | 2    |   |               |            |            |            |            |  |  |        |        |        |        |        |  |  |
|  |               |               |               |               |                         | 2    |   |               |            |            |            |            |  |  |        |        |        |        |        |  |  |
|  |               |               |               |               |                         |      |   |               |            |            |            |            |  |  |        |        |        |        |        |  |  |
|  |               |               |               |               |                         |      |   |               |            |            |            |            |  |  |        |        |        |        |        |  |  |
|  |               |               |               |               |                         |      |   | Brujas Escazu | (B2)       | 0          | 1          | 0(5)       |  |  |        |        |        |        |        |  |  |
|  |               |               |               |               |                         |      |   | Brujas Escazu | (B2)       | 0          | 1          | 0(5)       |  |  |        |        |        |        |        |  |  |
|  |               | Puntarenas FC | (B3)          | 0             | 1                       | 0(4) |   |               |            |            |            |            |  |  |        |        |        |        |        |  |  |
|  |               |               |               |               |                         | 0(4) |   |               |            |            |            |            |  |  |        |        |        |        |        |  |  |
|  |               |               |               |               |                         |      |   |               |            |            |            |            |  |  |        |        |        |        |        |  |  |
|  |               |               |               |               |                         |      |   |               |            |            |            |            |  |  |        |        |        |        |        |  |  |
|  | CS Herediano  | (B1)          | 1             | 2             |                         |      |   |               |            |            |            |            |  |  |        |        |        |        |        |  |  |
|  | CS Herediano  | (B1)          | 1             | 2             |                         |      |   |               |            |            |            |            |  |  |        |        |        |        |        |  |  |
|  |               |               | Puntarenas FC | (B3)          | 3                       | 1    |   |               |            |            |            |            |  |  |        |        |        |        |        |  |  |
|  | CS Cartagines | (A2)          | Puntarenas FC | (B3)          | 3                       | 1    | 1 | 1             |            |            |            |            |  |  |        |        |        |        |        |  |  |
|  | CS Cartagines | (A2)          |               |               |                         |      | 1 | 1             |            |            |            |            |  |  |        |        |        |        |        |  |  |
|  | Puntarenas FC | (B3)          | 2             | 1             |                         |      |   |               |            |            |            |            |  |  |        |        |        |        |        |  |  |
|  | Puntarenas FC | (B3)          | 2             | 1             |                         |      |   |               |            |            |            |            |  |  |        |        |        |        |        |  |  |

#### Quarts de finale
| Club          | Aller | Retour | Club          | Commentaire |
| Brujas Escazu | 2-1   | 3-1    | Liberia Mía   |             |
| CS Cartagines | 1-2   | 1-1    | Puntarenas FC |             |

#### Demi-finales
| Club                    | Aller | Retour | Club          | Commentaire |
| Municipal Pérez Zeledon | 1-2   | 1-2    | Brujas Escazu |             |
| CS Herediano            | 1-3   | 2-1    | Puntarenas FC |             |

#### Finale
| Match aller | Puntarenas FC | 0:0 | Brujas Escazu | Stade Lito Pérez |
| 23 décembre |               |     |               |                  |

| Match retour | Brujas Escazu   | 1:1 | Puntarenas FC  | Stade Jorge Hernán Monge |  |
| 28 décembre  | Buteur inconnu  |     | Buteur inconnu |                          |  |
| 28 décembre  | Tirs au but 5:4 |     |                |                          |  |

## Bilan du tournoi
| Tableau d'Honneur |               |
| Compétition       | Vainqueur     |
| Apertura 2009     | Brujas Escazu |

| Qualifications continentales 2010-2011 |               |
| Ligue des champions                    | Qualifiés     |
| Phase de groupes/Tour Préliminaire     | Brujas Escazu |